# Музыкальное обозрение
«Музыкальное обозрение» — музыкальная газета и сайт о классической и современной академической музыке. В течение более 30 лет «Музыкальное обозрение» лидирует на рынке музыкальной информации России. На страницах «МО» отражаются различные стороны музыкальной жизни в столицах и регионах:
- культурная политика государства;
- сезоны оперных театров и симфонических оркестров;
- творческая жизнь филармоний и учебных заведений;
- новинки книго- и нотоиздания;
- международные, всероссийские и региональные фестивальные проекты;
- конкурсы;
- юбилеи музыкантов;
- памятные даты музыкального календаря.

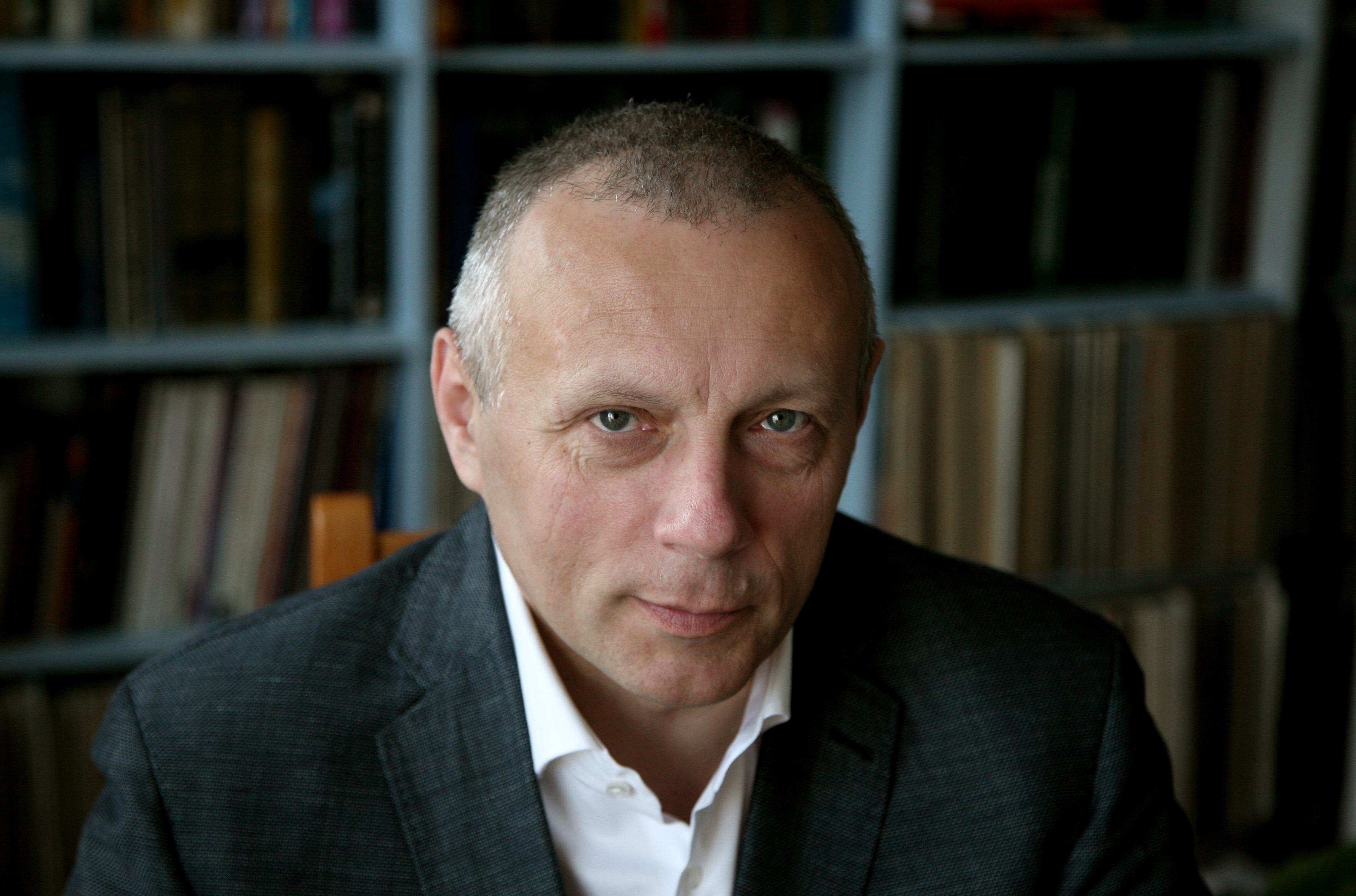
Устинов А. А., главный редактор газеты «Музыкальное обозрение»

…в каждом номере газеты около 1000 имён музыкантов, за год представлена музыкальная жизнь 60 городов, 30 оперных театров и 90 симфонических и камерных оркестров, 100 книг и 500 лауреатов конкурсов… Мы показали музыкантам России друг друга, фактически создав газетой «партию музыкантов».
— Главный редактор газеты «Музыкальное обозрение» Андрей Устинов
Газета «Музыкальное обозрение» выходит ежемесячно. Формат А3. 32-40 полос. Цветная. Подписные индексы в Каталоге российской прессы «Почта России» («зеленый каталог») — 50070 (6 мес.) и 26133 (годовая).
«Музыкальное обозрение» — это уникальный холдинг, десятки различных проектов и направлений деятельности.

## История «МО»
Газета основана в 1989 году Союзом композиторов СССР как «Музыкальная газета» — Вестник СК СССР. Идея создания газеты принадлежит Первому секретарю СК СССР Тихону Николаевичу Хренникову. Первым главным редактором газеты была А. Т. Дашичева, затем П. В. Меркурьев. В 1990 газета стала называться «Музыкальное обозрение». С 1991 года по настоящее время главный редактор газеты — Андрей Алексеевич Устинов.

## Проекты «МО»
Различные проекты «МО» осуществлялись более чем в 60-ти городах России, в них приняли участие более 5000 российских музыкантов.

### Специальные номера «МО»
Специальные номера газеты посвящены регионам, организациям (театрам, филармониям, коллективам), фестивалям, событиям музыкальной жизни России. За 25 лет выпущено более 50 специальных номеров, где представлена музыкальная жизнь и организации таких городов и регионов, как Вологда, Ханты-Мансийск, Сургут, Новосибирск, Омск, Самара, Нижний Новгород, Белгород, Саратов, Тюмень, Челябинск, Казань, Красноярский край, Пермский край, Башкортостан…

### Фестивали и конкурсы
«МО» — организатор, создатель концепции, куратор, консультант более 20 музыкальных фестивалей, конкурсов, концертов, филармонических абонементов, презентаций. «Дни МО», юбилейные фестивали газеты («Музыкальное обозрение»-2004 и «Музыкальное обозрение»-ХХ в 2009) охватывали всю Россию, около 50 городов. В последние годы широкий резонанс получили фестивали «Кружева» в Вологде, музыкально-информационный форум «„Музыкальное обозрение“. Красноярский край. Специальный выпуск».

### Ассоциация музыкальных конкурсов России
«МО» — создатель Ассоциации музыкальных конкурсов России (2000). На сегодняшний день АМКР объединяет около 150 музыкальных конкурсов. Это подавляющее большинство всех значимых музыкальных конкурсов, проводимых в Российской Федерации.

### Другие проекты
Газета проводит круглые столы и конференции, посвященные актуальным проблемам современной музыкальной культуры. На базе «МО» работали пресс-центры Конкурса им. П. И. Чайковского (1998, 2002), Съездов композиторов России (2000, 2010), Международного конкурса молодых пианистов им. Ф. Шопена (1996, 2000, 2004, 2008). В активе «МО» — продюсерские, выставочные, издательские проекты, проведение курса музыкальной журналистики.

### 20 лет газете (2009)
В 2009 году, в связи с 20-летием газеты «Музыкальное обозрение», в 34-х городах России прошёл фестиваль «Музыкальное обозрение» — 20" по концепции, разработанной А. Устиновым (исполнялись произведения, написанные композиторами, когда им было 20 лет, или 20-е опусы). Приветствия музыкантам России и газете «Музыкальное обозрение» направил Президент России Дмитрий Медведев, Министр культуры А. Авдеев, Председатель комитета по культуре Государственной Думы Г. Ивлиев, член Совета Федерации, советник Президента Ю. Лаптев, Губернатор Новосибирской области В. Толоконский, дирижеры В. Гергиев, М. Янсонс, В. Полянский, композиторы Р. Щедрин, А. Эшпай, А. Чайковский, руководители музыкальных театров, филармоний, консерваторий и другие видные музыканты.

### 25 лет газете (2014)
В 2014 году газете «Музыкальное обозрение» исполняется 25 лет. В рамках юбилейного года пройдет Всероссийский фестиваль «Музыкальное обозрение — 25». Более чем в 50 городах Российской Федерации 1 октября состоятся фестивальные концерты, где будут исполнены произведения, сочиненные композиторами в 25 летнем возрасте или же 25-е опусы. 1 октября 2014 года в Концертном зале им. П. И. Чайковского пройдет большой торжественный концерт, посвященный юбилею газеты. К 25-летнему юбилею «МО» готовит и другие юбилейные проекты.

## Партнеры «МО»
- Министерство культуры Российской Федерации
- Федеральное агентство по печати и массовым коммуникациям
- Большой театр России
- ФГБУК "Росконцерт"
- Союз концертных организаций России
- Московская государственная академическая филармония
- Московская государственная консерватория им. П. И. Чайковского
- Радио «Орфей»
- Ассоциация музыкальных конкурсов России
- Всероссийский музыкальный конкурс
- Издательство "Композитор • Санкт-Петербург"
- Steinway & Sons